# Подтеребово
Подтеребово — деревня в Клинском районе Московской области, в составе Воронинского сельского поселения. Население — 10 чел. (2010). До 2006 года Подтеребово входило в состав Слободского сельского округа
Деревня расположена в северной части района, примерно в 20 км к северо-востоку от райцентра Клин, на безымянных ручьях бассейна реки Сестры, высота центра над уровнем моря 147 м. Ближайшие населённые пункты — Крупенино и Кондырино на юго-востоке. в 1 км севернее Подтеребово, в урочище Георгиевский погост находится относящаяся к деревне действующая церковь Георгия Победоносца 1863 года постройки (архитектор П. П. Буренин) (на сайте объектов культурного наследия записана, как Казанской иконы Богоматери).

## Население
| 2002 | 2006 | 2010 |
| ---- | ---- | ---- |
| 2    | ↗3   | ↗10  |